# Pinda Simão
Pinda Simão (* 21. Oktober 1949 in Maquela do Zombo, Provinz Uíge) ist ein angolanischer Hochschullehrer und Politiker der Volksbewegung zur Befreiung Angolas MPLA (Movimento Popular de Libertação de Angola), der unter anderem zwischen 2010 und 2017 Bildungsminister und von 2017 bis 2020 Gouverneur der Provinz Uíge war.

## Leben

### Studium, Hochschullehrer und Ministerialbeamter
Pinda Simão besuchte die Grundschule Escola Santa Teresa de Thysville in der Demokratischen Republik Kongo sowie von 1963 bis 1969 das dortige Lycée Nso-Nkulu in Mbanza-Ngungu und begann 1969 ein Mathematikstudium an der Universität Kinshasa, das er 1974 aus der daraus hervorgegangenen Université Nationale du Zaïre (UNAZA) abschloss. Nach Abschluss unterrichtete er zwischen 1974 und 1976 als Professor für Mathematik und Physik am Nsona-Nkulu-Institut in Mbanza-Ngungu. Nach der Unabhängigkeit der Volksrepublik Angola (República Popular de Angola) von Portugal am 11. November 1975 kehrte er zurück und übernahm zwischen 1976 und 1981 eine Professur für Mathematik an der Fakultät für Agrarwissenschaften der am 28. September 1976 gegründeten Universidade Agostinho Neto (UAN) in Huambo. Dort war er daraufhin zwischen 1978 und 1980 Leiter der Abteilung für Grundlagenwissenschaften an der Fakultät für Agrarwissenschaften.
1981 wechselte Simão ins Bildungsministerium und war dort zunächst Kabinettschef des Direktors des Planungsbüros sowie daraufhin von 1983 bis 1985 Leiter der Statistikabteilung des Planungsbüros. Im Anschluss war er zwischen 1986 und 1989 Direktor des Internationalen Austauschbüros des Bildungsministeriums sowie von 1987 bis 1989 Direktor des Technischen Büros des Ministeriums. Außerdem war in diesen Funktionen zwischen 1985 und 1989 Mitglied der Reformkommission für das Bildungssystem in der Volksrepublik Angola und daraufhin von 1988 bis 1989 Mitglied des Sachverständigenausschusses der Wirtschafts- und Sozialkommission (Comissão Económica e Social) des Ministerrates (Conselho de Ministros). Zugleich fungierte er in Personalunion zwischen 1984 und 1989 als Direktor des Ausführungsbüros des von der Afrikanischen Entwicklungsbank (AfEB) finanzierten Projekts Educação I für den Bau und die Ausstattung von zwei Mittleren Technischen Instituten in Luanda und Malanje. 
Danach war er von 1989 bis 1990 verantwortlich für die Durchführung des vom Bevölkerungsfonds der Vereinten Nationen (UNFPA) finanzierten Projekts „ANG/88/P03“ zur Einführung und Entwicklung der Abteilung Demografie an der Universidade Agostinho Neto. Er begann danach ein postgraduales Studium im Fach Bildungsplanung an der Fakultät für Erziehungswissenschaften der Université François Rabelais de Tours, das er 1992 mit einem Diplôme d’études supérieures spécialisées (DESS) beendete. Danach war er 1992 kurzzeitig Koordinator des Infrastrukturrehabilitationsprojekts der Fakultäten der Universidade Agostinho Neto sowie von 1992 bis 1997 im Bildungsministerium zuständiger Direktor für das von der zur Weltbankgruppe gehörenden International Development Association (IDA) finanzierten Bildungsprojekts.

### Bildungsminister, Gouverneur und Mitglied der Nationalversammlung
1997 wurde Pinda Simão Vize-Minister für Bildung und war als solcher zuständig für die Bildungsreform. Zeitweilig war er auch Mitglied der Nationalversammlung (Assembleia Nacional), in die er bei den Wahlen zur Nationalversammlung Angolas am 5./6. September 2008 auf der Landesliste (Círculo Nacional) der Volksbewegung zur Befreiung Angolas MPLA (Movimento Popular de Libertação de Angola) zum Abgeordneten gewählt wurde.
Am 5. Februar 2010 wurde das Amt des Premierministers abgeschafft, woraufhin der frühere Premierminister Fernando da Piedade Dias dos Santos das mit einer Verfassungsänderung neu geschaffene Amt des Vizepräsidenten übernahm. Im Zuge der weiteren Kabinettsumbildung wurde Pinda Simão von Präsident José Eduardo dos Santos zum Bildungsminister (Ministro da Educação) in dessen Kabinett berufen. Er bekleidete dieses Amt bis zu den Wahlen zur Nationalversammlung am 23. bis 26. August 2017, woraufhin der neue Staatspräsident João Lourenço Maria Cândida Pereira Teixeira zur Bildungsministerin in dessen Kabinett berief.
Pinda Simão wiederum wurde 2017 Gouverneur der Provinz Uíge und bekleidete dieses Amt bis 2020. Daraufhin rückte er am 19. November 2020 als Mitglied in die Nationalversammlung nach. Er ist Mitglied des Ausschusses für Verteidigung, Nartionale Sicherheit, Innere Ordnung,  (2.ª Comissão: Defesa, Segurança Nacional, Ordem Interna e Antigos Combatentes e Veteranos da Pátria).

## Veröffentlichungen
- Aplicações dos Desenvolvimento Limitados, Abschlussarbeit 1974
- Programa de Construções Escolares no Ensino de Base em Angola, 1983
- Diagnóstico do Sistema Educativo em Angola, 1986
- Medidas de Saneamento e estabilização de Actual Sistema Educativo e Bases Gerais para um novo Modelo, 1988
- Os Efeitos do Crescimento Demográfico em Angola sobre a vida da população, 1990
- Procedimentos e Práticas de Planificação de Educação no Gabã, Abschlussarbeit 1992
- Estratégias de Implementação do Novo Sistema Educativo em Angola, 1993
- Opções para a Reconstrução do Sistema Educativo. Estudo Sectorial, 2 Bände, 1993
- Educação em Angola na Era pós-Apartheid, 1995